# Paris (mitologie)
Paris (în greacă veche Πάρις, Páris, cunoscut și sub numele de Alexandru) este un personaj mitologic, cel mai mic dintre fiii regelui troian Priam și ai Hecubei.

## Copilăria lui Paris
Înainte de nașterea sa, Hecuba a visat că viitorul ei copil va atrage pieirea Troiei. Când il naste pe Paris, Priam porunceste slujitorului său Agelaos să-l ucidă. Păstorul nefiind în stare să ridice arma asupra unui copilaș, îl părăsește într-un desiș pe muntele Ida, sperând ca astfel va pieri; dar fiul lui Priam este găsit și alăptat de o ursoaică. Reîntorcându-se peste cinci zile, Agelaos, plin de uimire, găsește copilul încă în viață și-l ia cu el acasă, crescându-l ca și cum ar fi fost fiul său. Îi dă numele Paris. Acesta trăiește printre păstori și devine un tânăr nespus de frumos și inteligent, aceste lucruri trădând sângele său nobil. Încă copil fiind, el scăpă nu numai turmele dar și pe tovarășii săi încolțiți de fiare sălbatice sau tâlhari. Prin puterea și vitejia lui, ajunge atât de vestit în rândurile poporului, încât i se dă numele de Alexandru (adică învingătorul, protectorul).

## Judecata lui Paris

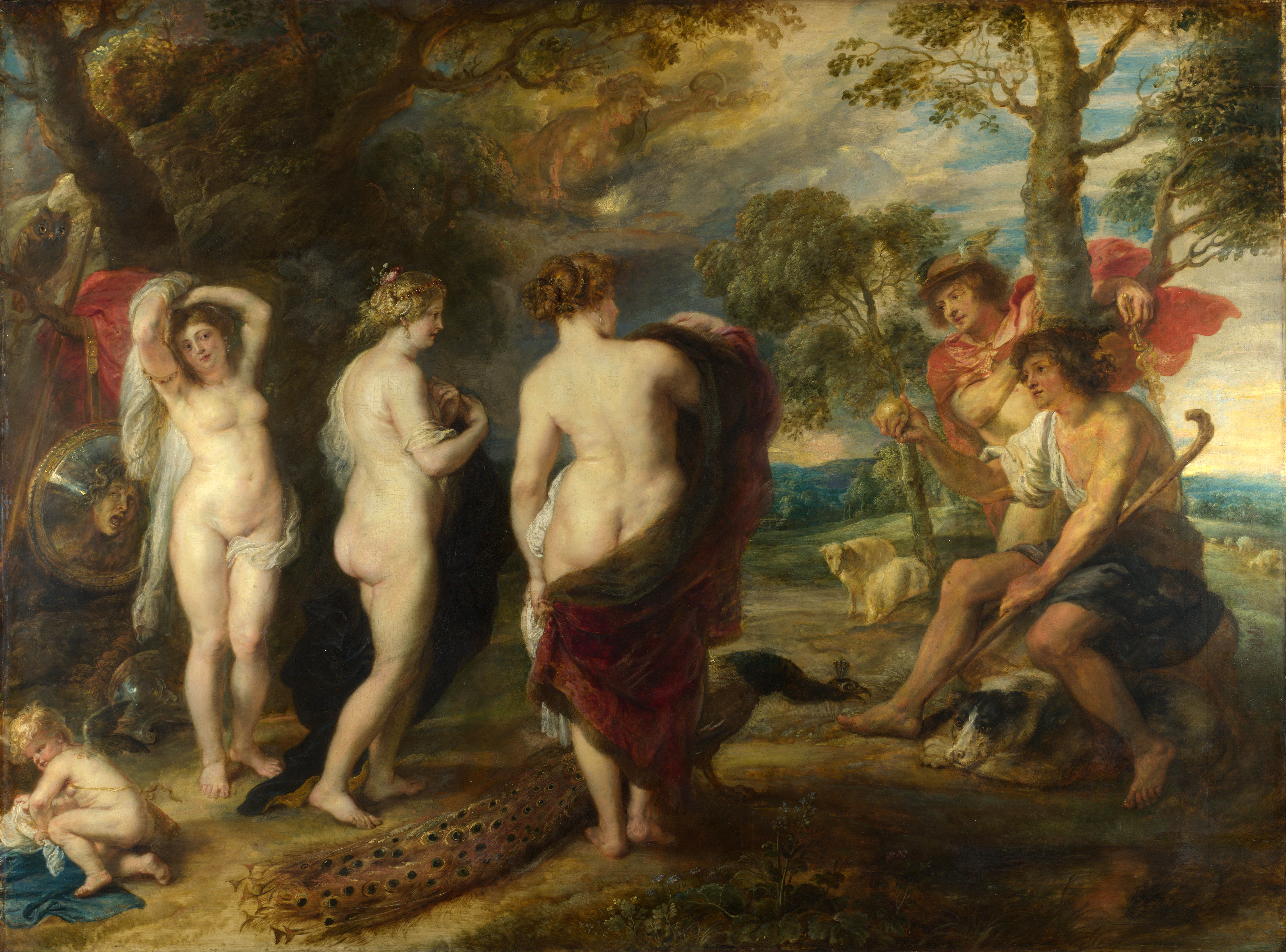
Judecata lui Paris de Rubens

La nunta lui Thetis cu Peleus (care au devenit părinții lui Ahile) au fost poftiți toți zeii Olimpului, cu excepția unei singure ființe, Eris - zeița discordiei. Aceasta, ca să se răzbune pe zei a aruncat un măr de aur pe care inscripționase un singur cuvânt Kallistei - Celei mai frumoase. Muritorul Paris a fost ales de zei să hotărască care dintre cele trei zeițe: Atena, Hera, sau Afrodita, merită mărul.
Fiecare dintre zeițe căuta să-l înduplece să-i dea ei mărul, făgăduindu-i o mare răsplată; astfel, Hera îi promise domnia peste Asia întreagă, zeița Atena - slavă și biruință în războaie, iar Afrodita îi făgăduiește să-i dea de soție pe cea mai frumoasă dintre muritoare, pe Elena, fiica lui Zeus și a Ledei. Paris nu stă mult pe gânduri și-i dă mărul zeiței Afrodita. Așa a ajuns să se îndrăgostească de Elena.

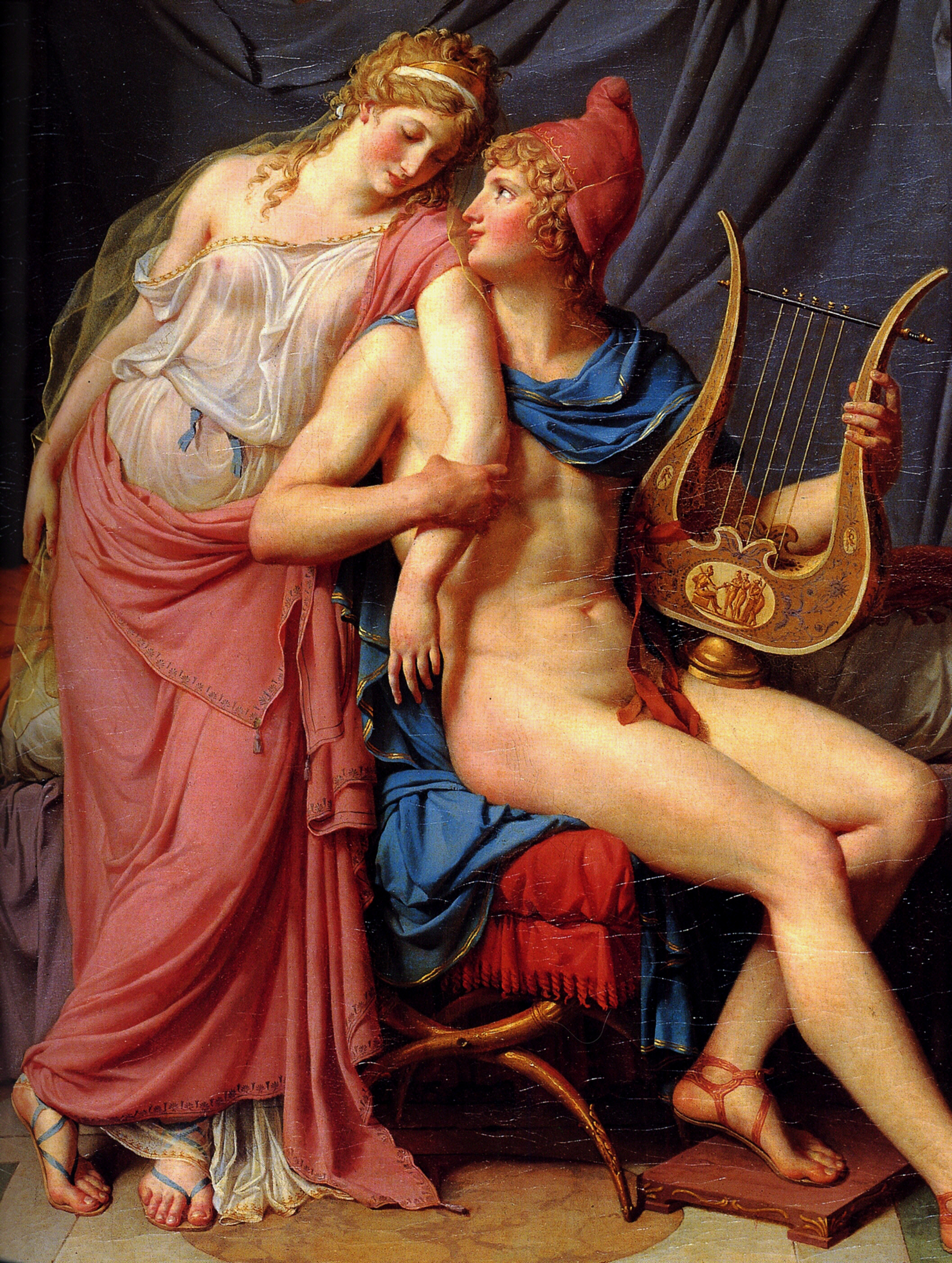
Elena și Paris de David

Frumoasa Elena era însă soția regelui spartan Menelaos. Acest lucru nu l-a împiedicat pe Paris să o răpească (în conformitate cu unele relatări, Elena, din dragoste pentru Paris și-a părăsit soțul, casa și fiica (Hermione) plecând în taină cu acesta la Troia). Acest fapt a constituit motivul izbucnirii războiului troian.

## Paris și războiul troian
Portretul lui Paris în Iliada lui Homer este cel al unui laș; în duelul dintre el și Menelaos, fiindu-i teamă de moarte, se ascunde printre prietenii lui. Este dur dojenit pentru lașitatea sa de către fratele său Hector. Singura sa victimă va fi Ahile, ucis cu ajutorul unei săgeți otrăvite.
În cele din urmă, Paris cade lovit de o săgeată otrăvită a lui Philoctetes; murind, imploră ajutorul fostei sale soții, Nimfa Oinone, părăsită de el pentru Elena. Oinone refuză să-l ajute pe Paris, apoi se sinucide.